# Garibaldi (cóctel)
El Garibaldi es un cóctel de aperitivo clásico italiano, a base de Campari y jugo de naranja (preferiblemente naranjas Valencia u otra variedad de naranja dulce). Idealmente el jugo de naranja se extrae con un exprimidor de alta velocidad para airearlo y hacerlo espumoso, y ello se debe mezclar rápidamente y sin hielo para que se mantenga espumoso, Se le puede agregar sirope de caña para endulzarlo. La bebida lleva el nombre del revolucionario italiano Giuseppe Garibaldi y es la bebida insignia en el bar de cócteles Dante en la ciudad de Nueva York.
Alternativamente, se puede hacer un garibaldi con Amaro Averna, Virgin Islands Rum, Velvet Falernum, jugo de lima, bítter de naranja o agua mineral.